# Phyllonorycter penangensis
Phyllonorycter penangensis là một loài bướm đêm thuộc họ Gracillariidae. Nó được tìm thấy ở Malaysia (Pulau Penang).
Sải cánh dài 6-6.3 mm.
Ấu trùng ăn Rubus moluccanus. Chúng ăn lá nơi chúng làm tổ.